# Rubus moluccanus
Rubus moluccanus är en rosväxtart som beskrevs av Carl von Linné. Rubus moluccanus ingår i släktet rubusar, och familjen rosväxter.

## Underarter
Arten delas in i följande underarter:
- R. m. angulosus
- R. m. austropacificus
- R. m. discolor
- R. m. hasskarlii
- R. m. obtusangulus
- R. m. trilobus

## Bildgalleri

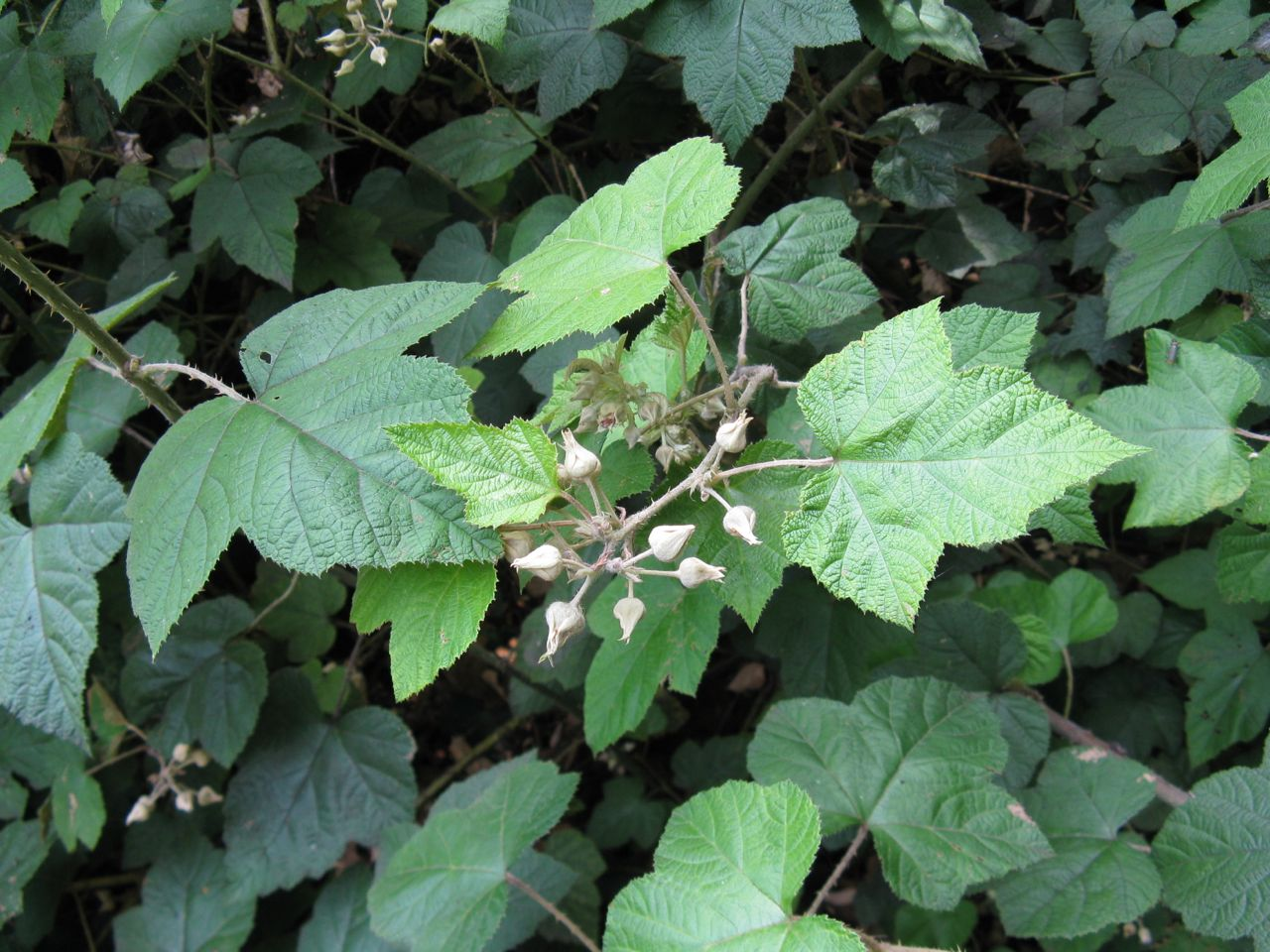
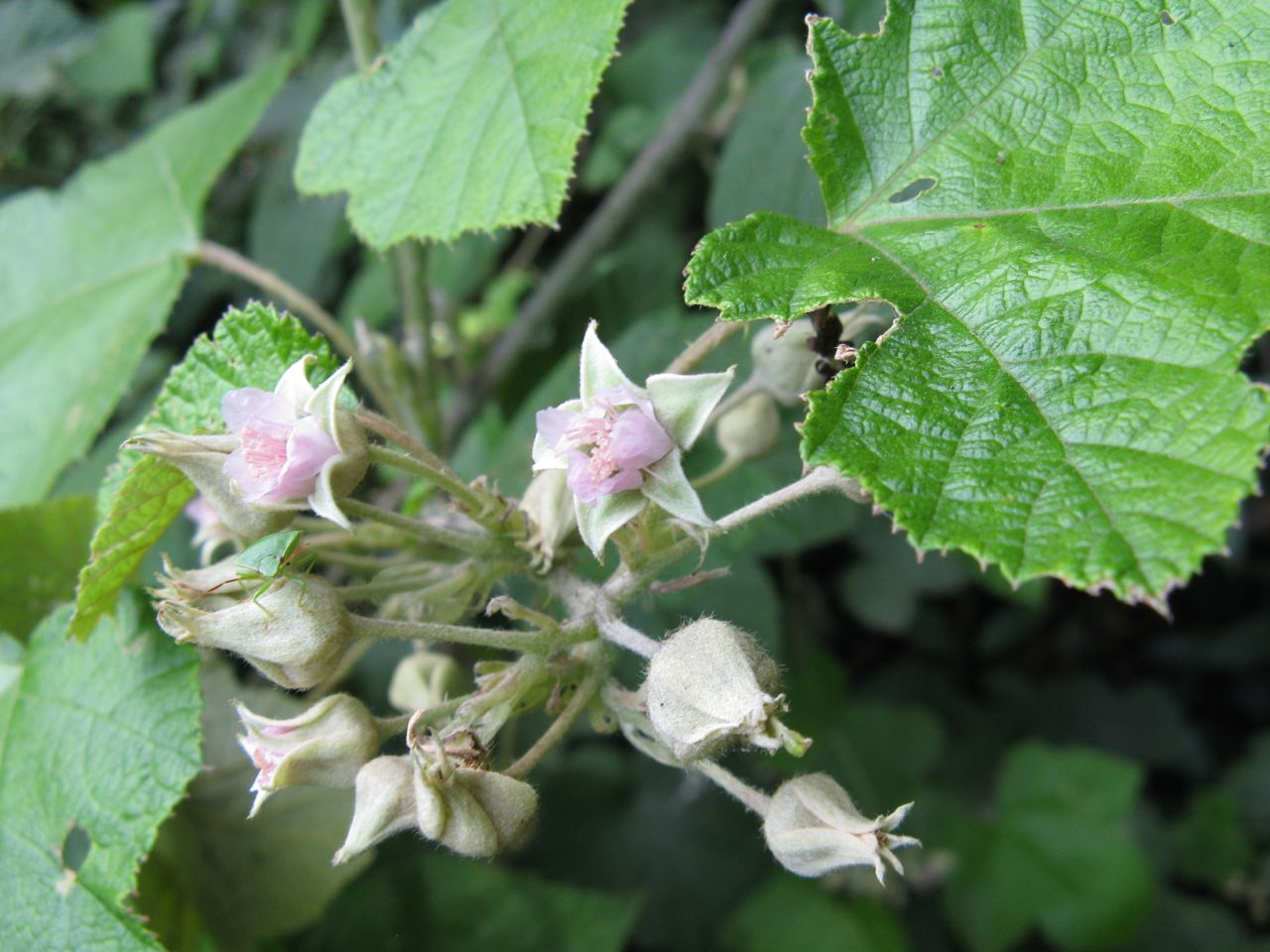
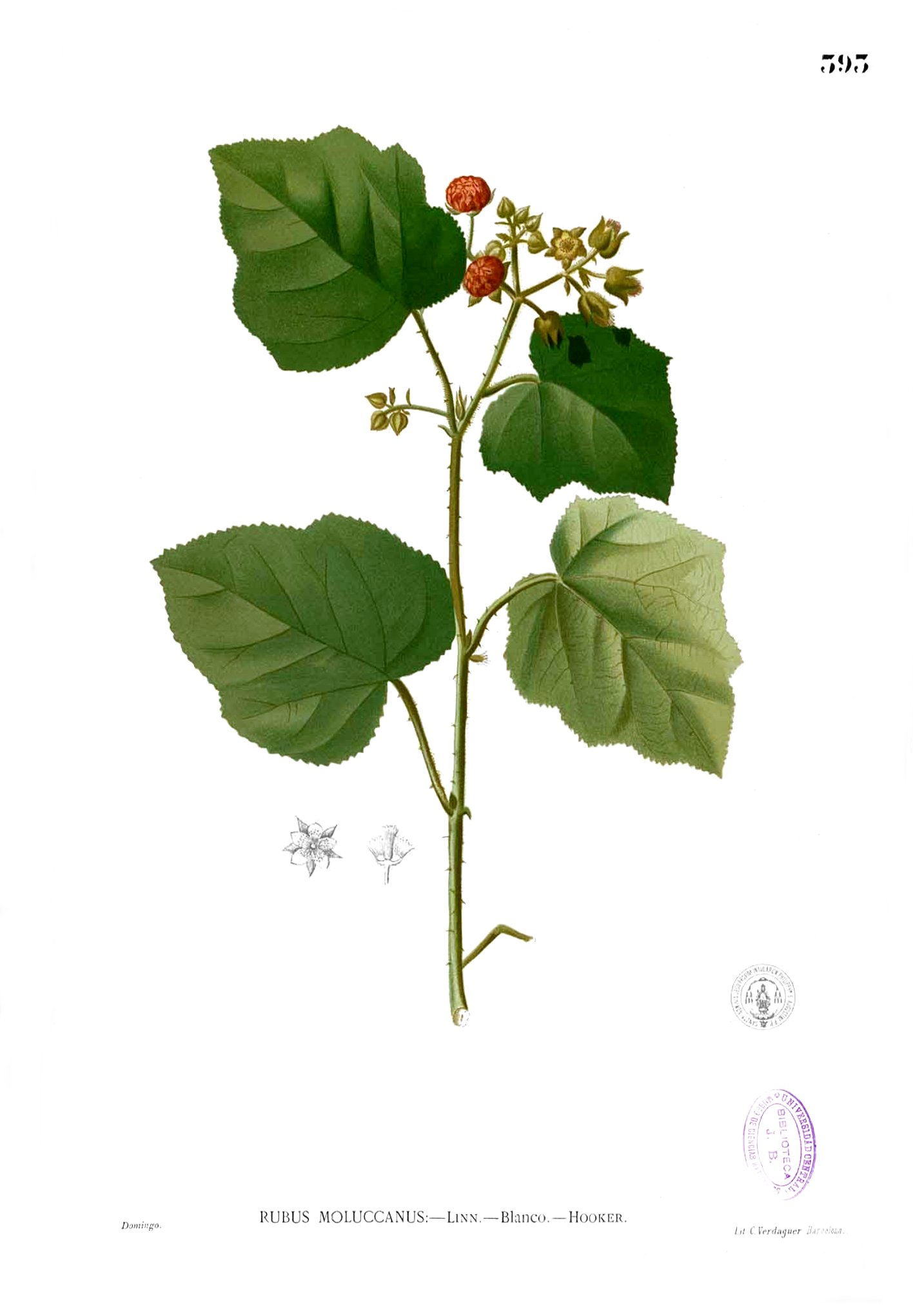